# Glamsjö
Glamsjö är en sjö i Kungsbacka kommun i Halland och ingår i Viskan-Rolfsåns kustområde. Vid provfiske har abborre och gädda fångats i sjön.